# 斯坦尼斯拉夫卡 (敖德萨州)
47°43′41″N 29°15′23″E / 47.72806°N 29.25639°E
斯坦尼斯拉夫卡（烏克蘭語：Станіславка）是位於烏克蘭西南部的村莊，由敖德萨州波季利斯克区的庫亞利尼克市鎮負責管轄。該村始建於1905年，面積3.81平方公里，海拔高度136米，2021年人口1,097，人口密度每平方公里349.87人。